# Jorge Comas
Jorge Alberto Comas (Paraná, Entre Ríos, 9 de junio de 1960), apodado «Comitas», es un exfutbolista argentino que jugó en su país y en México. Por su talento y carisma, fue considerado un jugador emblemático de Boca Juniors y de Tiburones Rojos de Veracruz. Representó a la Argentina en los Juegos Olímpicos de Seúl 1988.

## Trayectoria

### Inferiores
Comenzó su carrera en los clubes Belgrano y Patronato de su ciudad natal, para luego pasar a Colón de Santa Fe.
Era un wing (ala) a la antigua, con mucha velocidad y altísima capacidad goleadora; y aparte era de esos jugadores que jamás daban una pelota por perdida. Era el típico extremo izquierdo encargado de lanzar pases y centros al delantero de área y aunque jugaba sobre el costado y buscaba constantemente la línea lateral, tenía olfato goleador, dado que de esa posición anotó muchos goles.

### Colón
Comas debutó en Colón con 19 años en la Primera División de Argentina, un 13 de abril de 1980, cuando por la fecha 13 del Metropolitano su equipo enfrentó a Talleres de Córdoba, finalizando el encuentro con un resultado de 0 a 0. Su primer gol se lo convirtió a River Plate, en el Cementerio de los Elefantes, de cabeza, a los 23 minutos del segundo tiempo y nada menos que a Ubaldo Fillol, el 14 de septiembre de 1980, por la segunda fecha del Nacional, determinando la victoria de los santafesinos por 1 a 0. Su entrenador Néstor Rossi lo ratificó en primera. En Colón jugó el Metropolitano 1980, el Nacional 1980 y el Metropolitano del 81, registrando un total 48 partidos en los que marcó 8 goles.

### Vélez Sarsfield
En Vélez Sarsfield formó una delantera efectiva y temible con uno de los mejores jugadores en la historia del club, Carlos Bianchi, que había regresado al club tras una larga carrera en Francia. También compartió equipo con jugadores como Juan Carlos Bujedo, Pedro Larraquy, Mario Lucca, Mario Vanemerak, Carlos Ischia, entre otros. Jugó 166 partidos y convirtió 54 goles con la casaca de Vélez. Se consagró goleador del Torneo Nacional 1985 con 12 tantos.

### Boca Juniors
Fue transferido a Boca Juniors en enero de 1986. Allí jugaría los siguientes tres años y medio, formando un tridente ofensivo junto a Jorge Rinaldi y Alfredo Graciani. Se consagró como vice-goleador de la temporada 1986-87 con 19 goles, uno menos que los que anotó Omar Palma. Jugó 127 partidos y convirtió 63 goles durante su estadía en el equipo.
Fue muy apreciado por los seguidores y fanáticos del club. Popularizó en su época a la cubana, un corte de pelo en el que el cabello queda más corto en la parte delantera, superior y laterales, pero es más largo en la parte posterior.
Se destacó también por su capacidad para anotar goles olímpicos: marcó en esa modalidad  contra Instituto y Temperley por el campeonato oficial, y contra River Plate y Racing Club en torneos de verano.

### Veracruz
A mediados de 1989 pasó a Tiburones Rojos de Veracruz, un club donde adquiriría el estatus de ídolo de los aficionados, compartiendo esa distinción con Luis de la Fuente y Hoyos, Francisco Gomes y Cuauhtémoc Blanco. Con su talento y carisma, fue un emblema de la "tiburomanía", el nombre con el que fue bautizada la comunidad de fanáticos del club en la época.
En la temporada 1989-90 consiguió el título de goleo anotando 26 goles, gracias a su capacidad de regate y sus precisos remates de cabeza a pesar de su corta estatura. Es junto con el peruano Julio Ayllón, los únicos campeones de goleo que han tenido los Tiburones Rojos en la Primera División Mexicana. 
En las seis temporadas que participó cambió su forma de jugar debido a las necesidades del club. Con el tiempo se convirtió en un delantero de área goleador, anotando 75 goles con la playera roja.

### Retorno a Colón
En 1994 regresó al país para terminar su carrera en Colón, que en esa época militaba en el Nacional B. Se esperaba que formara una dupla goleadora con Miguel Ángel Gambier. Sin embargo sólo disputó 80 minutos del partido inicial de la temporada ante Deportivo Laferrere.

## Selección nacional
Disputó el torneo de fútbol masculino de los Juegos Olímpicos de Seúl 1988 como miembro de la selección de Argentina.

## Clubes
| Club                        | País      | Año       | Goles |
| --------------------------- | --------- | --------- | ----- |
| Colón                       | Argentina | 1980      | 13    |
| Vélez Sarsfield             | Argentina | 1980-1985 | 54    |
| Boca Juniors                | Argentina | 1986-1989 | 63    |
| Tiburones Rojos de Veracruz | México    | 1989-1994 | 89    |
| Colón                       | Argentina | 1994      | 0     |

## Vida personal
Su hermano, Juan Ramón Comas, fue también futbolista profesional.
Es padre de nueve hijos, varios de los cuales jugaron al fútbol a nivel regional en Argentina.
Tras retirarse de la práctica profesional del fútbol, invirtió su dinero en la creación de un establo de caballos de carrera para competir en el turf, pero su proyecto fue poco exitoso. En consecuencia migró hacia México, donde trabajó entrenando futbolistas amateurs y profesionales, además de desempeñarse durante algunos años como dirigente de los Tiburones Rojos de Veracruz.
Tuvo problemas legales en 2012 y 2016 por protagonizar peleas en la vía pública, y en 2021 fue condenado a 5 años de prisión por atacar a unas vecinas, recuperando su libertad a fines de 2024.